# 丽神星
丽神星（31 Euphrosyne）是一颗非常年轻的小行星，也是太阳系中最大的小行星之一。它是由詹姆斯·弗格森于1854年9月1日发现的，是在北美洲发现的第一颗小行星。它以希腊神话中的卡里特斯之一欧芙洛绪涅的名字命名。2019年，人们发现了这颗小行星的一颗卫星。丽神星是在谷神星和健神星之后已知第三大圆形小行星；据信这是由于碰撞后再度聚集形成的，而非接近流体静力平衡状态。

## 观察结果
丽神星是位于小行星带外缘附近的一个相当暗的天体。即使在最佳冲日位置，它的最大视星等也只有约+10.2（2011年11月的数据），比此前发现的前三十颗小行星都要暗，因此无法用双筒望远镜观测到。丽神星的轨道倾角和偏心率较大，接近26.4度，在最早发现的100颗小行星中排第二。

## 表面
丽神星是一颗C-型小行星，其原始表面可能被碰撞产生的厚厚喷出物覆盖层所覆盖，这次碰撞也形成了它的卫星和星族。表面没有深坑，任何直径超过40公里的陨石坑都具有平坦的底部，才会在超大望远镜的图像中不可见，这与富含冰的C-型成分一致。其表面缺少陨石坑可能也归因于其表面较为年轻。

## 质量和密度
发现了丽神星的卫星后，使得人们在2020年首次对丽神星的质量进行了精确测量，得到结果为(1.7±0.3)×1019 kg，因此密度为1.7±0.2 g/cm3。较低的密度表明，如果内部孔隙率为20%，那么丽神星近乎一半是由水冰构成。

## 星族
丽神星是一个复杂小行星族的名字，该星族由大约两千颗小行星组成，这些小行星具有相似的光谱特性和轨道根数，都有相对较高的轨道倾角。据信这些小行星产生自约2.8亿年前的一次碰撞。但这个星族中的第二大天体小行星895则被认为很可能只是一个闯入者。

## 卫星
2019年，研究人员发现了一颗小卫星，很可能也是形成丽神星族的同一次碰撞事件的结果之一。初步轨道计算表明，这颗卫星的轨道周期约为1.2天，半长轴为670公里。根据VLT（甚大望远镜）拍摄的图像，假设其反照率与丽神星相同，这颗卫星的直径约为4公里。

## 图片

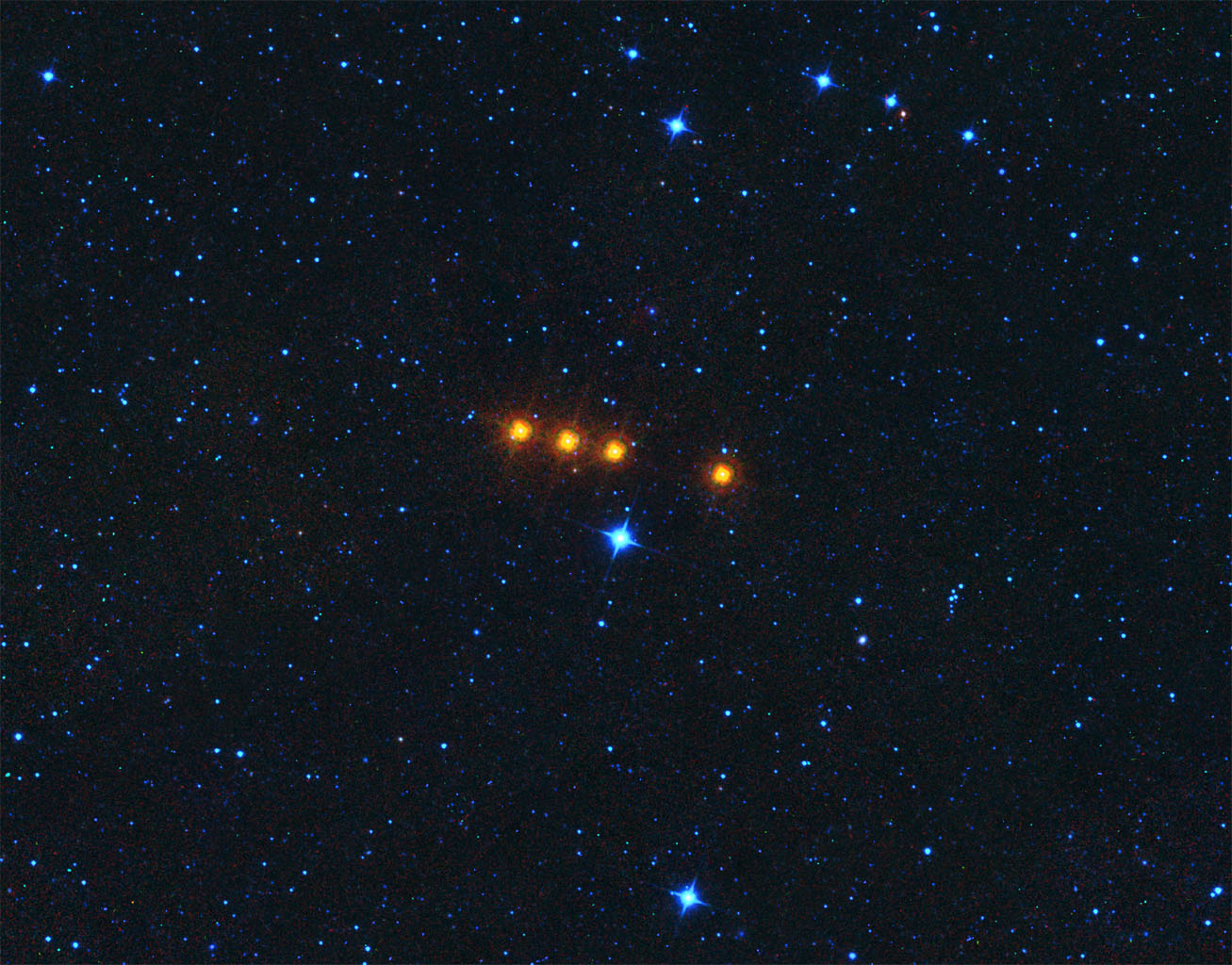
WISE拍摄的丽神星延时照片（2010年5月17日）